# جنسیس جی‌وی۸۰
جنسیس جی‌وی۸۰ (به کره‌ای: 제네시스 GV80) یک خودروی اندازه متوسط لوکس اس‌یووی است که توسط زیرمجموعه شرکت هیوندای موتور، یعنی جنسیس موتور تولید می‌شود.

## بررسی

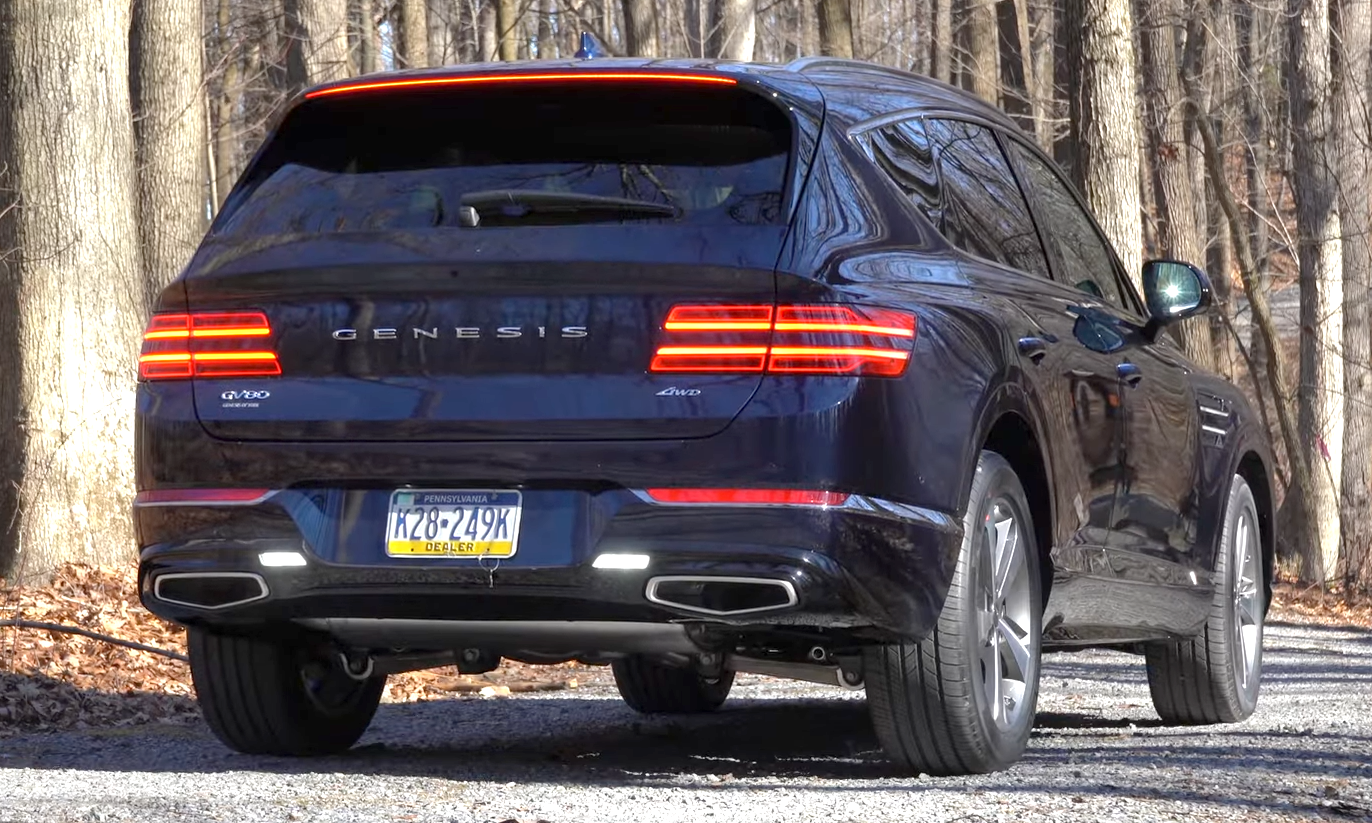
نمای پشت

جی‌وی۸۰ در ژانویه ۲۰۲۰ به‌عنوان نخستین اس‌یووی برند جنسیس رونمایی شد. این خودرو با تلاش مشترک مراکز طراحی جنسیس در کره، اروپا و ایالات متحده ساخته شده است. درها، کاپوت و در صندوق عقب این خودرو از گونه‌ای آلومینیوم کم وزن ساخته شده‌اند.
این خودرو با سه پیشرانهٔ متفاوت ارائه می‌گردد:
- ۲٫۵ لیتری مجهز به توربوشارژر با قدرت ۳۰۰ اسب بخار
- ۳٫۵ لیتری مجهز به توربوشارژر با قدرت ۳۷۵ اسب بخار
- ۳٫۰ لیتری دیزلی مجهز به توربوشارژر با قدرت ۲۷۴ اسب بخار (تنها در بازارهای منتخب)[۶]

این خودرو از امکانات کاملی برخوردار است از جمله کروز کنترل هوشمند مبتنی بر ناوبری (ای‌اس‌سی‌سی)، دستیار پارکینگ هوشمند، کلید دیجیتال ان‌اف‌سی، رادار دید اطراف (ای‌وی‌ام)، صندلی چرمی ناپا، ریم ۲۲ اینچی، سامانه صوتی همراه با ۲۱ بلندگو، مانیتور ۱۴٫۵ اینچی، پرده برقی عقب و قابلیت کنترل صندلی‌های ردیف دوم و سوم توسط راننده.
همچنین جی‌وی۸۰ از نظر ایمنی نیز در سطح بالایی قرار دارد و با امکاناتی همچون ۱۰ ایربگ، رادار جلوگیری از برخورد به جلو، کمک به جلوگیری از تصادف در گاراژ، هشدار به راننده، رادار هشدار خروج از خط، رادار جلوگیری از برخورد در نقاط کور و دستیار رانندگی خودکار تضمین شده است.
پلت‌فرم این خودرو، برخلاف تصور بسیاری، به هیچ عنوان با هیوندای پالیسید و کیا تلوراید یکی نیست و از همان پلت‌فرم دیفرانسیل عقب جنسیس جی۸۰ بهره می‌بَرَد.

## بازارها

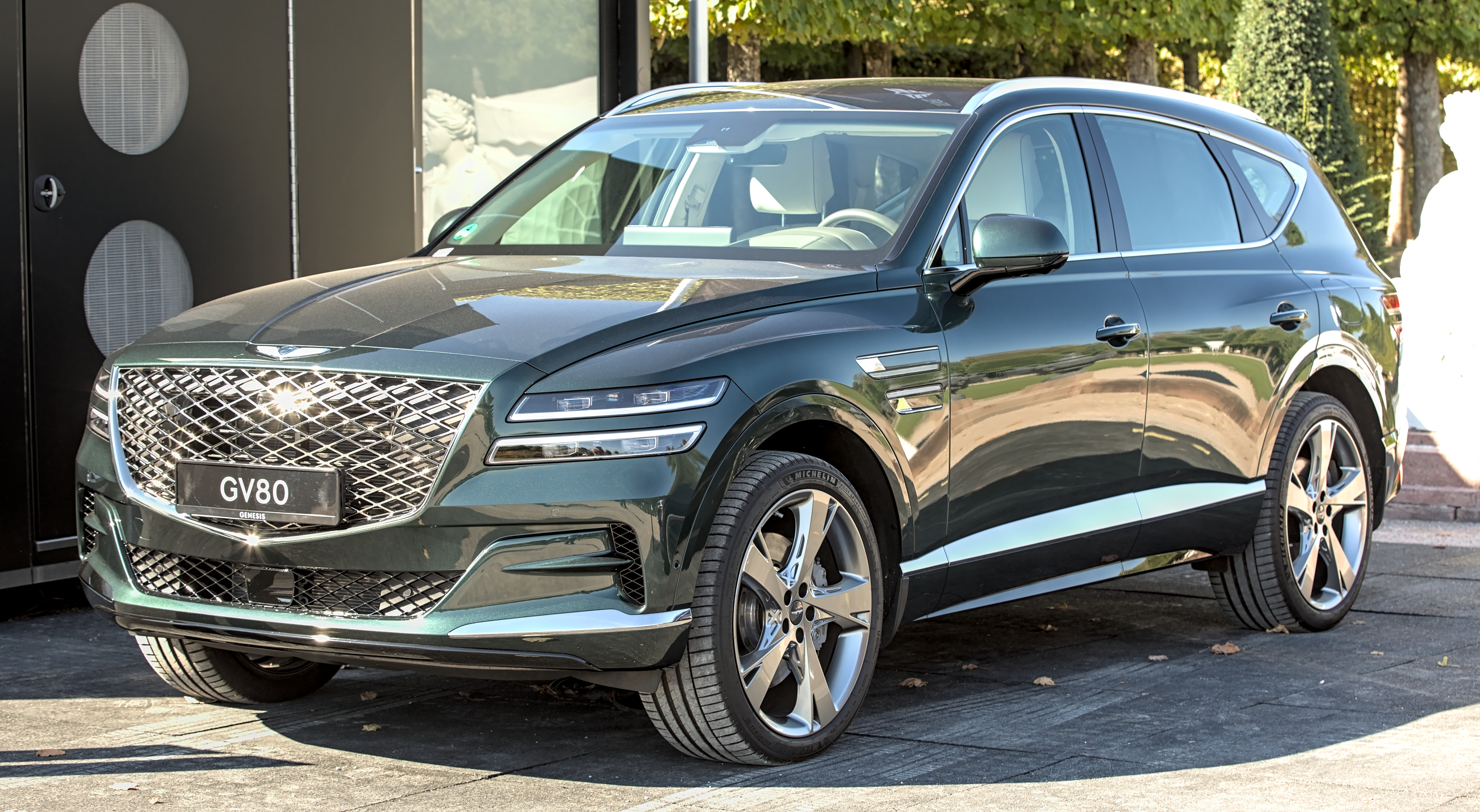
جنسیس GV80 در کلاسیک گالا ۲۰۲۲

### ایالات متحده
این خودرو در نوامبر ۲۰۲۰ با مدل سال ۲۰۲۱ به بازار ایالات متحده عرضه شد. در بازار ایالات متحده، این خودرو در ۳ تیپ استاندارد، پیشرفته و پرستیژ و با ۲ موتور ۲٫۵ لیتری توربوشارژر و ۳٫۵ لیتری توئین توربو (برای مدل‌های تمام چرخ متحرک تیپ‌های استاندارد، پیشرفته، پیشرفته+ و پرستیژ) عرضه شده است.

## پیشرانه‌ها
| مدل                        | عرضه       | گیربکس        | قدرت @ دور در دقیقه                                | گشتاور @ دور در دقیقه                                       | شتاب ۰ تا ۱۰۰ | بیشینهٔ سرعت                            |
| بنزینی                     | بنزینی     | بنزینی        | بنزینی                                             | بنزینی                                                      | بنزینی        | بنزینی                                 |
| -------------------------- | ---------- | ------------- | -------------------------------------------------- | ----------------------------------------------------------- | ------------- | -------------------------------------- |
| اسمارت‌استریم ۲٫۵ تی-جی‌دی‌آی | ۲۰۲۰–اکنون | ۸ دندهٔ خودکار | ۳۰۴ اسب بخار متری (۲۲۴ کیلووات؛ ۳۰۰ اسب بخار)@۵۸۰۰ | ۴۳ کیلوگرم متر (۴۲۲ نیوتن متر؛ ۳۱۱ پوند نیرو-فوت)@۱۶۵۰–۴۰۰۰ | ۶٫۹ ثانیه     |                                        |
| اسمارت‌استریم ۳٫۵ تی-جی‌دی‌آی | ۲۰۲۰–اکنون | ۸ دندهٔ خودکار | ۳۸۰ اسب بخار متری (۲۷۹ کیلووات؛ ۳۷۵ اسب بخار)@۵۸۰۰ | ۵۴ کیلوگرم متر (۵۳۰ نیوتن متر؛ ۳۹۱ پوند نیرو-فوت)@۱۳۰۰–۴۵۰۰ | ۵٫۵ ثانیه     | ۲۴۰ کیلومتر بر ساعت (۱۴۹ مایل بر ساعت) |
| دیزلی                      |            |               |                                                    |                                                             |               |                                        |
| اسمارت‌استریم ۳٫۰ ئی-وی‌جی‌تی | ۲۰۲۰–اکنون | ۸ دندهٔ خودکار | ۲۷۸ اسب بخار متری (۲۰۴ کیلووات؛ ۲۷۴ اسب بخار)@۳۸۰۰ | ۶۰ کیلوگرم متر (۵۸۸ نیوتن متر؛ ۴۳۴ پوند نیرو-فوت)@۱۵۰۰–۳۰۰۰ | ۶٫۸ ثانیه     |                                        |

## نگارخانه

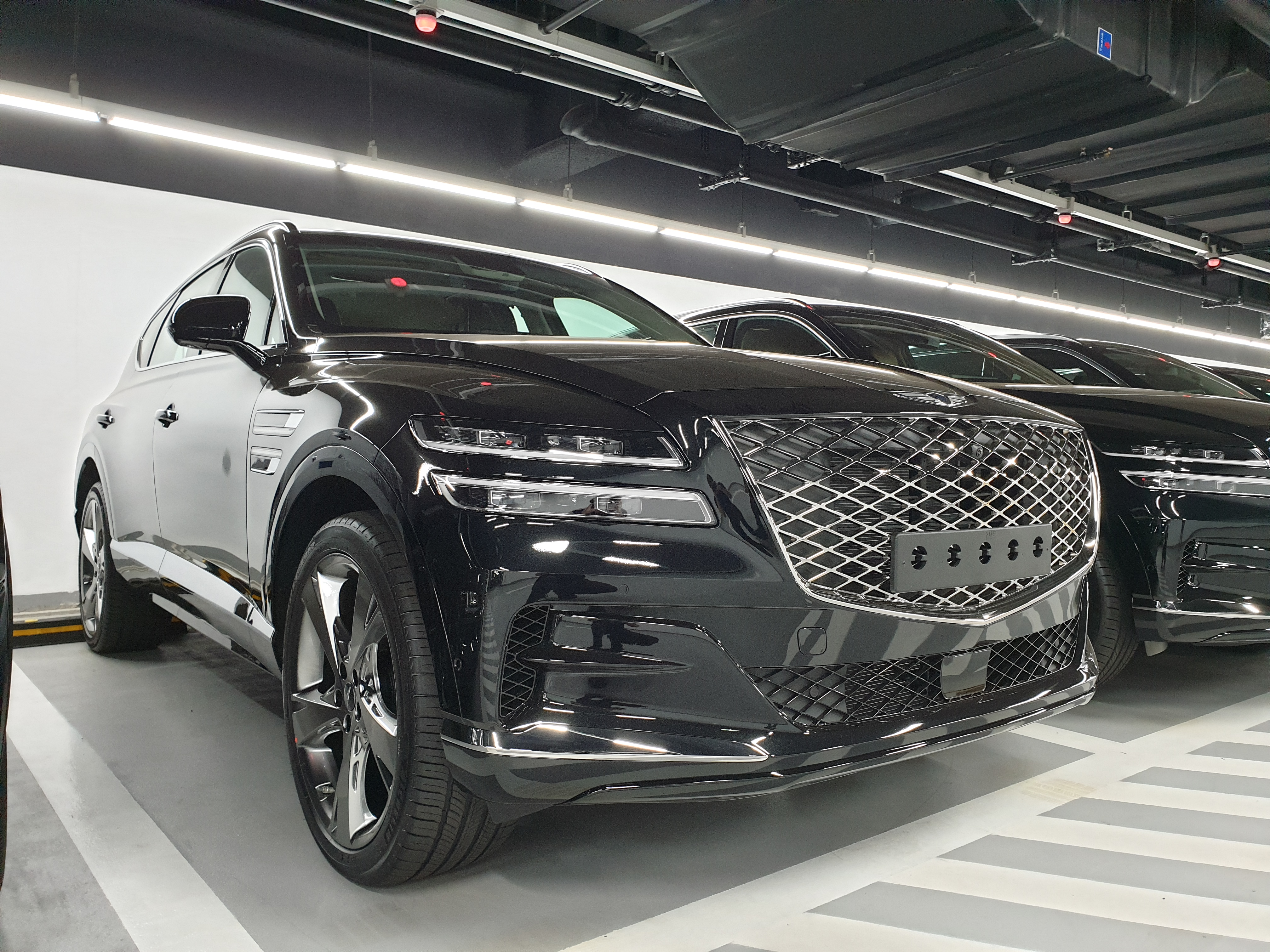
نمای جلو
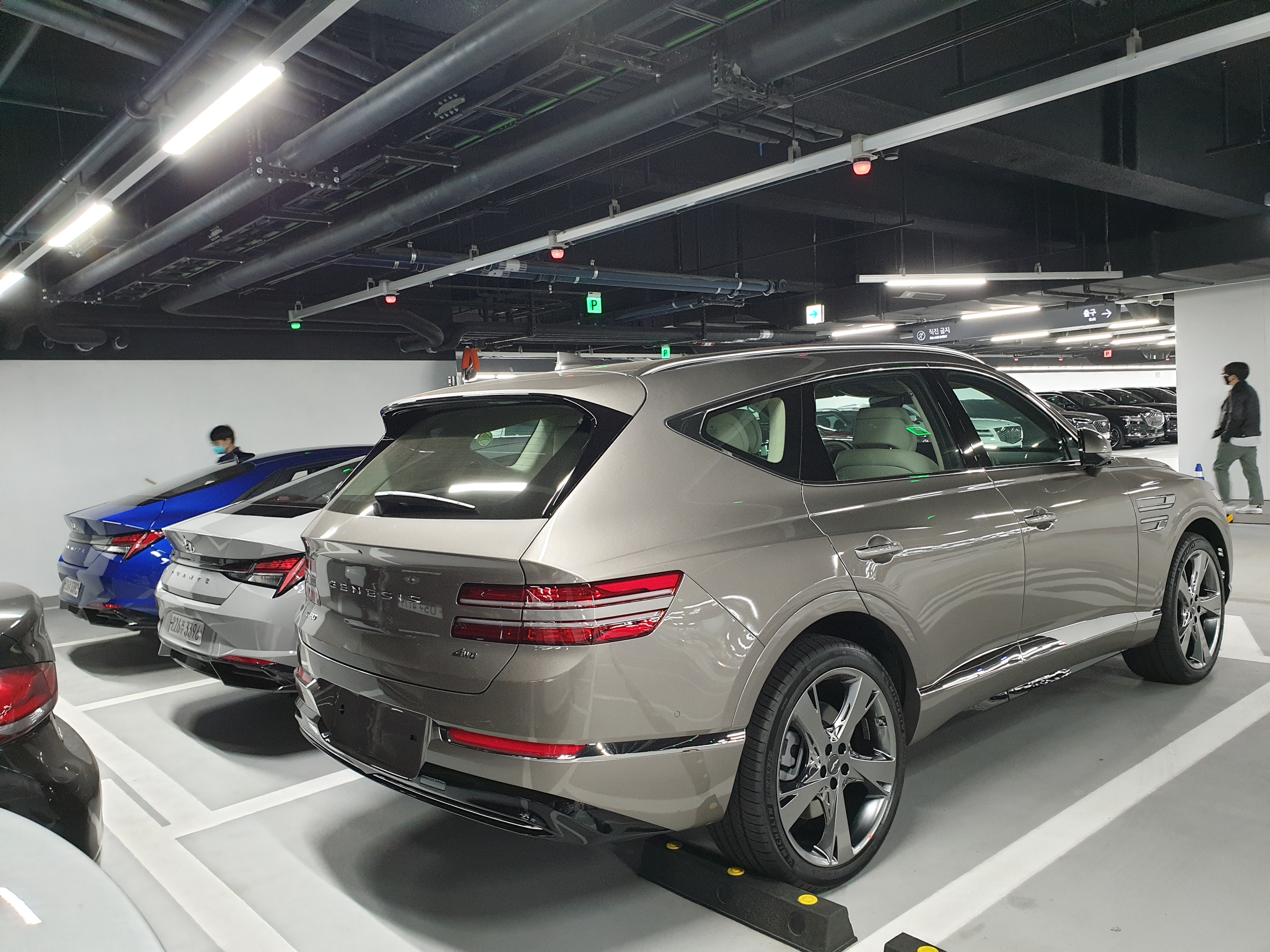
نمای کناری
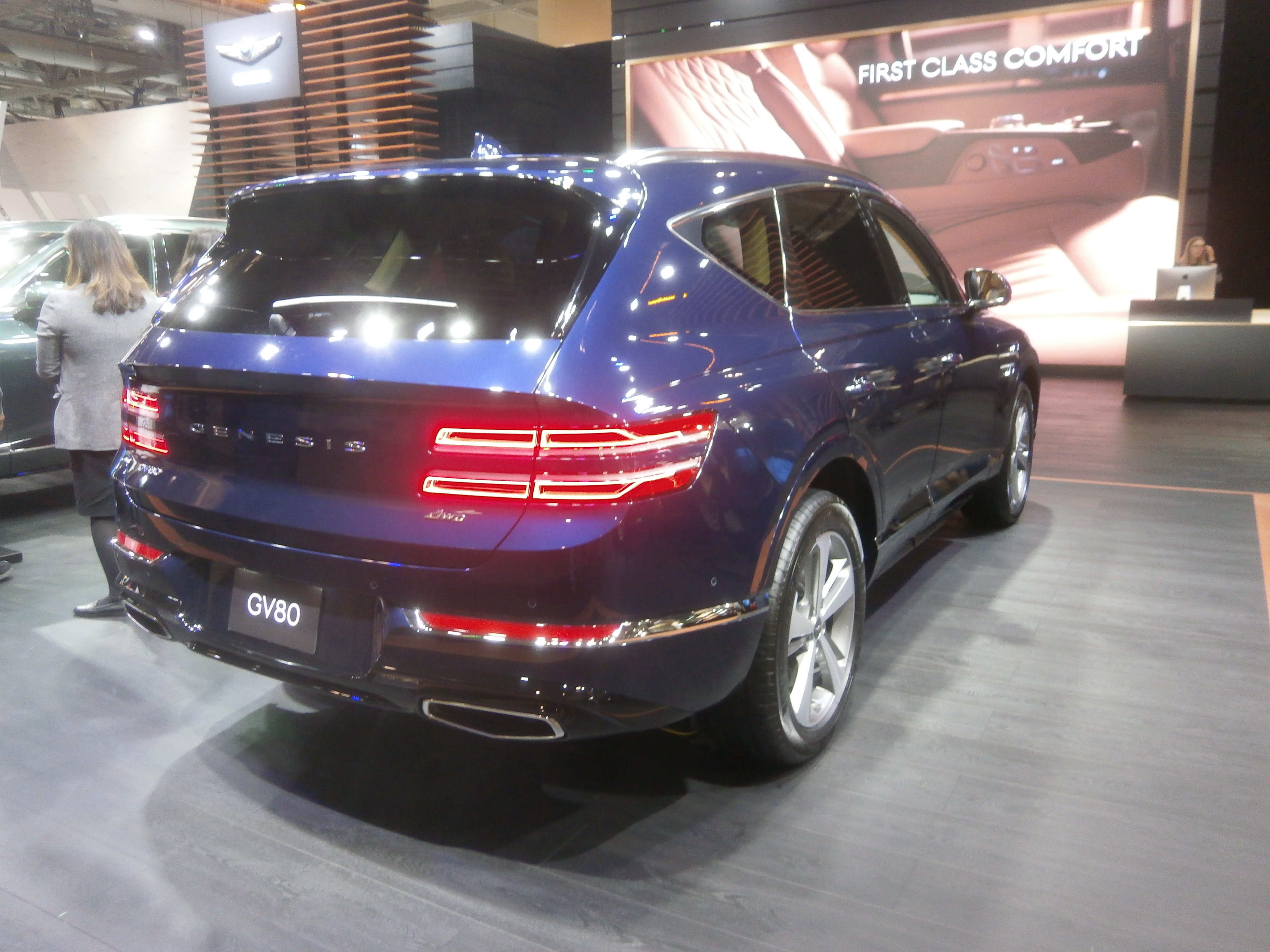
نمای پشت